# Fortim da Amarração
O Fortim da Amarração localizava-se no pontal da Amarração, atual Pedra do Sal, a nordeste da atual Ilha Grande (Piauí), entre o Rio Canárias e o Rio Igaraçu no Delta do Parnaíba, no litoral do estado do Piauí, no Brasil.

## História
Este Fortim teria existido em época anterior ao Reduto da Amarração (1823), em posição dominante sobre a barra e o porto da Amarração. Teria sido construído em parceria pelos governadores da capitania do Ceará e da capitania do Piauí, porém com guarnição e sob as ordens desta última (COSTA, 1974:346).